# مجيد رفيع زاده
مجید رفیع زاده (بالفارسية: مجید رفیع‌زاده) (ولد في 25 ديسمبر 1980). هو عالم سياسي أمريكي، وباحث في جامعة هارفارد، ومحلل سياسي، ومعلق على السياسة الخارجية الأمريكية والشرق الأوسط. رفیع زاده هو رئيس المجلس الأمريكي الدولي في الشرق الأوسط، وعضو في مجلس إدارة مراجعة هارفارد الدولي في جامعة هارفارد. هو في الأصل من الجمهورية الإسلامية الإيرانية . تم إدراجه كواحد من الشخصيات الإيرانية الأمريكية العامة البارزة، وهو صحفي، وناشط في مجال حقوق الإنسان، وهو زميل رفيع في اللاعنف الدولية، وعضو في المجلس الاستشاري الدولي لمركز الدراسات المتقدمة في مجال الطاقة، بتمويل من الوكالة الأمريكية للتنمية الدولية، وعضو في مشروع الخليج 2000 بالشرق الأوسط لجامعة كولومبيا للشؤون الدولية والعامة، رفیع زاده اشتغل سفيرا للمجلس الوطني الإيراني الأميركي ومقره في واشنطن العاصمة.

## النشأة والمسيرة
خريج هارفارد، رفیع زاده حصل أيضا عدة درجات من جامعات أخرى مثل جامعة سانتا باربرا بكاليفورنيا. وهو حاصل على الدكتوراه في الشؤون الحكومية والدولية، ماجستير في الدراسات العالمية والدولية، ماجستير في الاتصالات والصحافة، ماجستير في اللغويات والتدريس، وكالوريوس في اللغويات.
رفیع زاده عمل سابقا في الأمم المتحدة، اللجنة الدولية للصليب الأحمر، مركز وودرو ويلسون الدولي للباحثين، اللاعنف الدولية، وعمل سفيرا للمجلس الوطني الإيراني الأميركي مقره في واشنطن العاصمة. فهو يجيد اللغة الإنجليزية والفارسية والعربية والدارية، ويتحدث الفرنسية والعبرية.

## المهنة، الجوائز والتقدير
كثيرا ما يطلب منه الاطلاع على سياسة الولايات المتحدة الخارجية وشؤون الشرق الأوسط للولايات المتحدة والاتحاد الأوروبي والمسؤولون في الاتحاد الاسيوي والبرلمانات، رفیع زاده درس وحاضر في عدة جامعات منها جامعة جنوب فلوريدا، جامعة هارفارد وأكسفورد، جامعة سانتا باربرا بكاليفورنيا، حاصل على العديد من الجوائز والمنح الدراسية والزمالات الأكاديمية وغير الأكاديمية بما في ذلك المنحة فولبرايت الدراسية، ويتحدث بشكل منتظم في المناسبات بما في ذلك الأكاديمية الدبلوماسية في فيينا، قادة وزارة الخارجية لزملاء الديمقراطية، معهد فرنسا للعلاقات الدولية (IFRI)، شركة توتال للنفط والغاز، ندوة ميلتون للدبلوماسية ومؤتمرات الشؤون الخارجية.
رفیع زاده يظهر بانتظام على وسائل الوطنية والدولية بما في ذلك سي إن إن، تلفزة وراديو بي بي سي العالمية، أي بي بس، الجزيرة، فوكس نيوز، أخبار سي تي في، أر تي، أمريكا سي سي تي في، الحرة وفرانس 24 الدولية. كثيرا ما يستهد ويكتب على المنشورات الأكاديمية وغير الأكاديمية مثل هذه نيويورك تايمز الدولية، لوس أنجلوس تايمز، سي إن إن، فريد زكريا جي بي إس، المحيط الأطلسي، السياسة الخارجية، الأمة، أخبار بلومبرج، الجزيرة، ديلي بيست، جريدة ييل للشؤون الدولية، جريدة جورج تاون للشؤون الدولية، مجلة هارفارد الدولية .
عندما كان طفلا، كافحت عائلته البقاء على قيد الحياة في الفقر. وكان مجید رفیع زاده الأول من 11 طفلا في العائلة الذي تخرج من المدرسة، وبعد ذلك دخل الكلية والجامعة. نشأ بمعرفة ثقافتين متميزة ويتحدث اللغتين العربية والفارسية. رفیع زاده أشار إلى أن هذا أعطاه نظرة عميقة على التقاليد الاجتماعية الدينية والاجتماعية السياسية للعالمين الفارسي والعربي.

## وصلات خارجية
- Rafizadeh on the Middle East
- Majid Rafizadeh Profile
- Majid Rafizadeh Website